# Malin Sjölander
Malin Caroline Sjölander, född 1 maj 1970 i Kalmar län, är en svensk heltidspolitiker för Moderaterna. 
Hon är regionråd i opposition i region Kalmar län och vice ordförande i regionstyrelsen sedan oktober 2018. Innan det var hon oppositionslandstingsråd på heltid i landstinget i Kalmar län mellan januari 2015 och oktober 2018, och då även vice ordförande i delegationen för sjukhusvård och regionsjukvård. Under åren 2005–2014 var hon förtroendevald i Västerviks kommun och var bland annat ledamot i socialnämnden. 